# حمام ریاب
حمام ریاب مربوط به اواخر دوره صفوی است و در شهرستان گناباد، بخش مرکزی، روستای ریاب واقع شده و این اثر در تاریخ ۲۲ مرداد ۱۳۸۴ با شمارهٔ ثبت ۱۳۱۸۰ به‌عنوان یکی از آثار ملی ایران به ثبت رسیده است.